# III koalicja antyfrancuska
III koalicja antyfrancuska – związek państw europejskich przeciw I Cesarstwu Francuskiemu. Koalicja została zawiązana 9 sierpnia 1805, a rozwiązana w grudniu tego roku.
Flota brytyjska stawała się coraz potężniejsza, dlatego Napoleon zawarł sojusz z Hiszpanią. Jednak w październiku 1805 roku rozegrała się bitwa morska pod Trafalgarem zakończona klęską floty francusko-hiszpańskiej, co przekreśliło francuskie nadzieje na panowanie na morzu i inwazję Wysp Brytyjskich.
Odmienna sytuacja panowała na kontynencie. Do 1805 Napoleon zaanektował Królestwo Piemontu (Turyn) oraz Republikę Liguryjską (Genua), a także przekształcił Republikę Włoską w Królestwo Włoch, mianując się jego królem. Naruszył w ten sposób historycznie ukształtowany system Świętego Cesarstwa Rzymskiego, rządzonego przez cesarzy z dynastii Habsburgów.
Wszystkie te poczynania Napoleona spowodowały zawiązanie się kolejnej, trzeciej koalicji antyfrancuskiej w składzie: Wielka Brytania, Austria, Rosja, Szwecja i Królestwo Neapolu. Nowa wojna rozpoczęła się we wrześniu 1805 od ataku Austrii na Księstwo Bawarii, sprzymierzone z Francją. Wtedy Napoleon ruszył ze swą armią do Niemiec, pobił Austriaków pod Ulm, zajął Wiedeń, po czym wkroczył na Morawy. 2 grudnia Francuzi rozgromili pod Austerlitz połączone siły austriacko-rosyjskie. Austria wycofała się wówczas z koalicji i zawarła z Francją 26 grudnia 1805 roku pokój w Preszburgu, zaś car Aleksander I wycofał resztki swego korpusu interwencyjnego do Rosji.

## Tło konfliktu
Europa od roku 1792 czynnie uczestniczyła w wojnie z rewolucyjną Francją. Po pięciu latach zmagań, Republika Francuska pokonała pierwszą koalicję w roku 1797. Druga koalicja została zawiązana w 1798, ale ona również została pokonana w roku 1801, zostawiając na polu walki jedynie osamotnioną Wielką Brytanię.

### Od Amiens do trzeciej koalicji
W marcu 1802, Francja i Wielka Brytania zdecydowały się zaprzestać działań zbrojnych zawierając Pokój w Amiens. Po raz pierwszy od dziesięciu lat w Europie zapanował pokój. Jednak pomiędzy obiema stronami narosło tyle spraw spornych, że wykonanie postanowień traktatu okazało się niemożliwe. Przede wszystkim rząd brytyjski nie miał zamiaru zwrócić zagarniętych po roku 1793 terytoriów zamorskich Francji. Napoleonowi chodziło przede wszystkim o to, że siły brytyjskie nie wycofały się z Malty. Trudną sytuację pogorszyło wysłanie przez Napoleona wojsk dla zdławienia powstania na Haiti. W maju 1803 roku Wielka Brytania, która stała się schronieniem dla wielu francuskich rojalistów, wypowiedziała Francji wojnę.
Brytyjski premier William Pitt stracił wiele czasu i pieniędzy na przełomie lat 1804-1805 na rzecz sformowania nowej koalicji. W grudniu 1804 doszło do podpisania brytyjsko-szwedzkiego paktu. Nieporozumienia z Rosją zostały zażegnane i w kwietniu 1805 obie strony zawarły przymierze. Austria, dwukrotnie pokonana w ostatnim czasie i pragnąca się zemścić, dołączyła do koalicji po kilku miesiącach.

### La Grande Armée

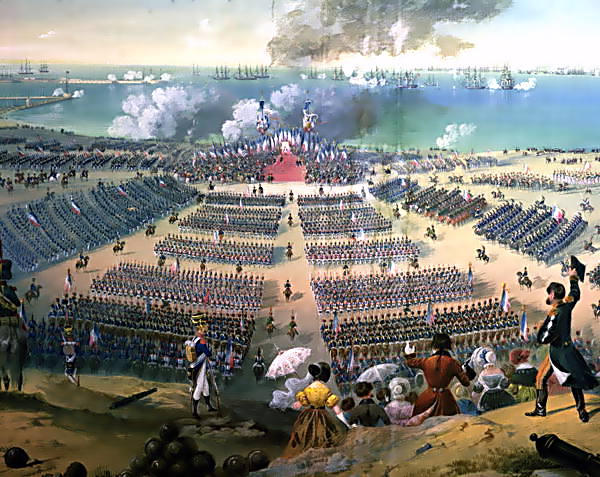
Przegląd wojsk francuskich w obozie w Boulogne, 15 sierpnia 1804

Przed powstaniem III koalicji, Napoleon utworzył Armię Anglii, siły inwazyjne przeznaczone do lądowania na Wyspach, w sumie sześć obozów wojskowych w okolicach Boulogne nad brzegami cieśniny Kaletańskiej. I chociaż nie miały nigdy postawić stopy na terytorium brytyjskim, Napoleon zadbał, by wojska te otrzymały najlepsze wyszkolenie i przygotowanie do prowadzenia działań w każdych warunkach. Stanowiły zaczyn tego, co Napoleon miał później nazywać Wielką Armią (fr. La Grande Armée).
Na początku armia ta liczyła około 200 000 ludzi w siedmiu korpusach, wyposażonych w 36 do 40 dział każdy i zdolnych do prowadzenia samodzielnych działań. Obok tych sił Napoleon zorganizował 22-tysięczną rezerwę kawalerii podzieloną na dwie dywizje kirasjerów, cztery dywizje dragonów i dwie dywizje kawalerii lekkiej, każda doposażona 24 działami. W 1805 Grande Armée – teraz licząca już 350 000 ludzi – była siłą dobrze wyćwiczoną, dobrze uzbrojoną i posiadającą kompetentnych oficerów.

### Armie rosyjska i austriacka
Rosyjska armia w roku 1805 miała wiele cech formacji ancien régime'u: nie miała większych od pułku stałych jednostek, wyżsi oficerowie wywodzili się głównie z arystokracji, a rosyjski żołnierz liniowy był – jak w XVIII wieku – karany chłostą za każde przewinienia dyscyplinarne. Co więcej, wielu niższych oficerów było słabo wyszkolonych i niezdolnych do podejmowania samodzielnych trudniejszych decyzji w czasie bitwy. Rosjanie posiadali natomiast znakomitą artylerię obsługiwaną przez żołnierzy znanych z tego, że twardo bronili swych armat przed dostaniem się w ręce nieprzyjaciela.
Arcyksiążę Karol, brat cesarza austriackiego, rozpoczął reformowanie armii w roku 1801 przejmując rolę Hofkriegsratu, wojskowo-politycznej rady dworskiej podejmującej kluczowe decyzje. Karol był najzdolniejszym z austriackich dowódców, ale nie cieszył się zaufaniem na dworze i utracił resztkę wpływów gdy – wbrew jego zaleceniom – Austria zdecydowała się wypowiedzieć Francji wojnę. Nowym naczelnym dowódcą został Karl Mack. Ten zaczął tuż przed wojną reformowanie pułków piechoty, które miały składać się z 4 batalionów po 4 kompanie w każdym, zamiast dotychczasowych 3 batalionów 6-kompanijnych. Nagła zmiana nie zbiegła się jednak ze szkoleniem oficerów, skutkiem czego nowe oddziały nie były dowodzone tak jak należało się spodziewać. Kawaleria austriacka uważana była za najlepszą w Europie, ale przydzielanie jej oddziałów do różnych formacji piechoty czyniło ją bezsilną wobec uderzeń mas kawaleryjskich przeciwnika.

## Początek wojny

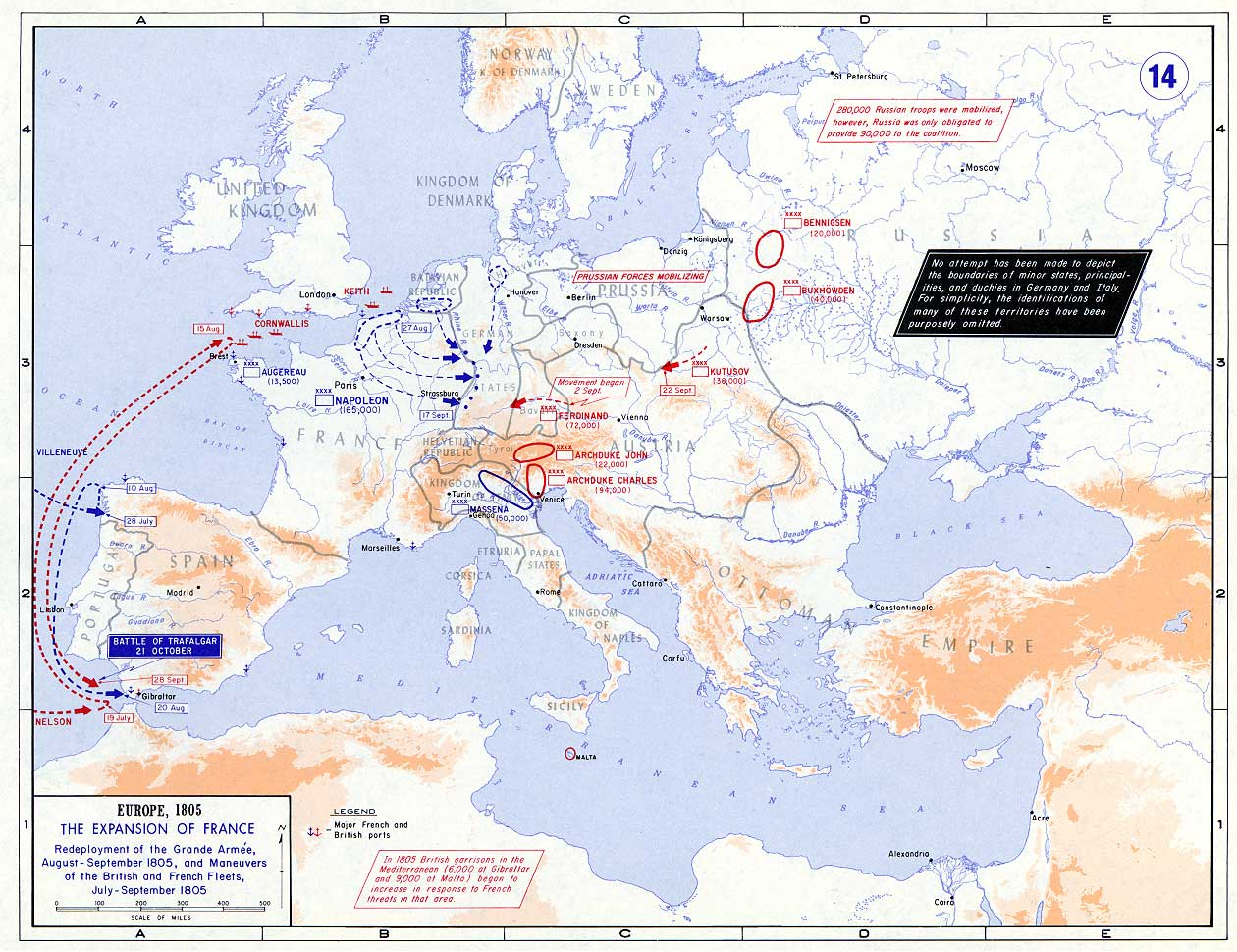
Europejski teatr działań w roku 1805

W sierpniu 1805 Napoleon, od maja poprzedniego roku Cesarz Francuzów, w reakcji na najnowsze zagrożenie ze strony Austrii i Rosji zwrócił czoło swej armii znad kanału La Manche w kierunki Renu. Wojna z III koalicją rozpoczęła się od szeregu francuskich i bawarskich manewrów w południowych Niemczech mających doprowadzić do oskrzydlenia armii austriackiej Macka.

### Plany i przygotowania
Generał Mack myślał, że bezpieczeństwo Austrii zapewni zamknięcie przełęczy w górach Schwarzwaldu w południowych Niemczech. Był przekonany, że na obszarze centralnych Niemiec do żadnych akcji militarnych nie dojdzie. Mack zdecydował, że centrum jego pozycji będzie miasto Ulm chronione przez silnie ufortyfikowane wzniesienie Michelsberg, co sprawiało na Macku wrażenie, że pozycja jest nie do zdobycia.
Ku jego zaskoczeniu Rada Dworska uznała, że najważniejszym dla Habsburgów będzie włoski teatr działań. Arcyksiążę Karol otrzymał 95 000 wojska i rozkaz przekroczenia rzeki Adyga z Mantuą, Peschierą i Mediolanem jako wstępnymi celami kampanii. Arcyksiążę Jan na czele 23 000 ludzi miał zabezpieczyć Tyrol i być łącznikiem między Karolem i arcyksięciem Ferdynandem; siły tego ostatniego (40 000) wchodziły w skład armii Macka. Austriacy wydzielili ponadto osobne korpusy dla wspierania Szwedów na Pomorzu i Brytyjczyków w Neapolu, przez co rozdrobnili i rozrzucili siły, które miały pokonać Francuzów.
W kampaniach 1796 i 1800 Napoleon uważał, że najważniejszy jest naddunajski teatr działań, ale w obu wypadkach teatr włoski okazał się być jednak ważniejszy. Austriacka Rada Dworska była pewna, że Napoleon i tym razem uda się do Włoch, ale cesarz miał inne zamiary: 210 000 jego wojsk miało ruszyć na wschód z obozów pod Boulogne i oskrzydlić armię Macka maszerującą w kierunku Schwarzwaldu. Jednocześnie marszałek Murat miał utrzymywać osłonę kawaleryjską u podnóży Schwarzwaldu w celu przekonania przeciwnika, że główne siły francuskie maszerują prosto na wschód. Główny atak na terenie Niemiec miały odciążać dodatkowe uderzenia oboczne: Masséna z 50 000 ludzi miał szarpać Karola we Włoszech, Saint-Cyr maszerować na Neapol na czele 20 000, a Brune stać pod Boulogne z 30 tysiącami na wypadek możliwej próby brytyjskiego desantu.
Murat i Henri Gratien Bertrand prowadzili działania rozpoznawcze pomiędzy granicą Tyrolu i rzeką Men, lewe skrzydło Grande Armée szło z Hanoweru i Utrechtu na Wirtembergię; prawe skrzydło i centrum, czyli wojska znad kanału, koncentrowały się nad środkowym Renem wokół miast Mannheim i Strasburg. I podczas gdy Murat wykonywał pozorowane ruchy w głąb dolin Schwarzwaldu, inne siły francuskie miały wkroczyć do środkowych Niemiec, po czym skręcić na południowy wschód i zająć Augsburg, manewrem, który miał odizolować Macka i przerwać austriackie linie komunikacyjne.

### Uderzenie francuskie

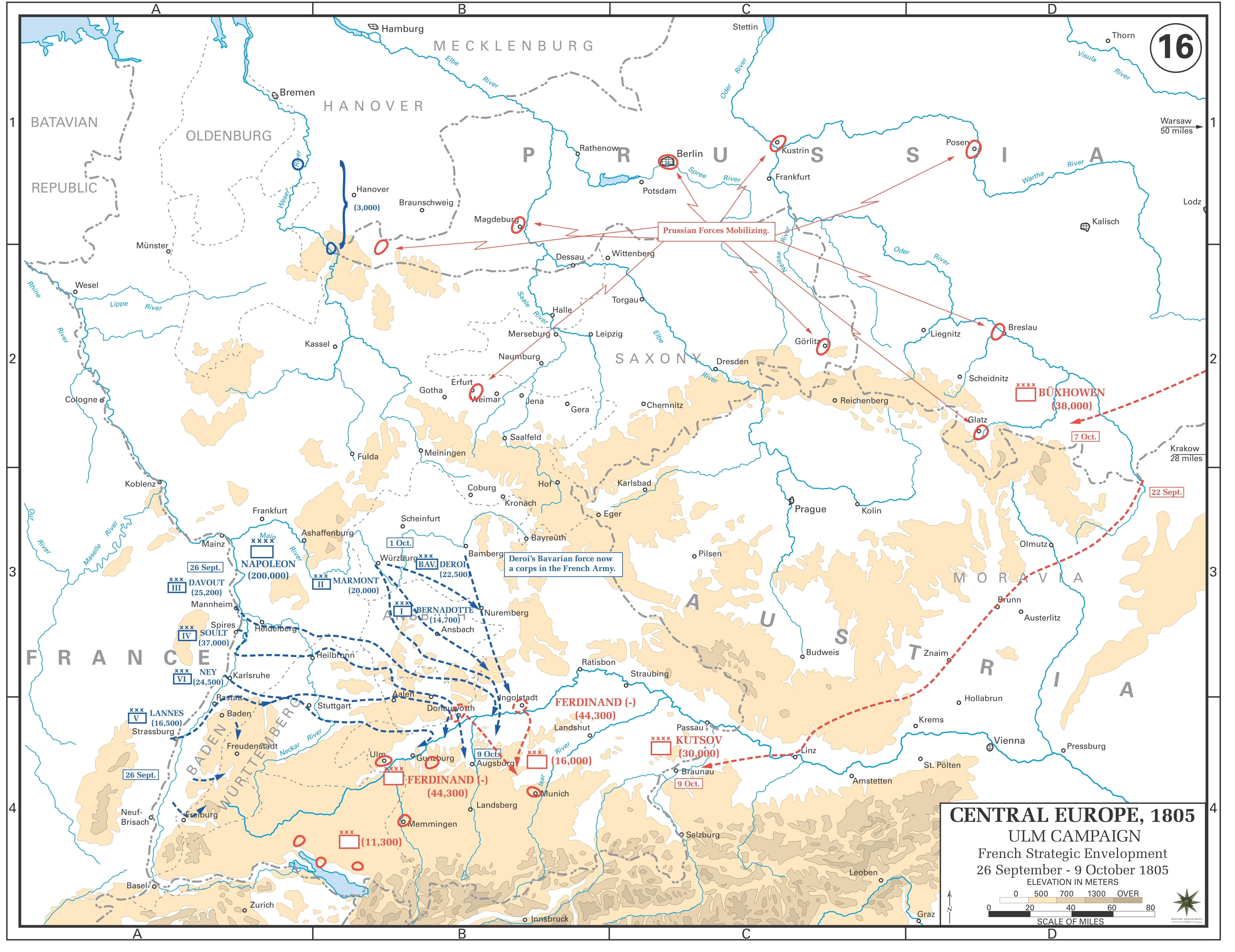
Francuski atak na przełomie września i października

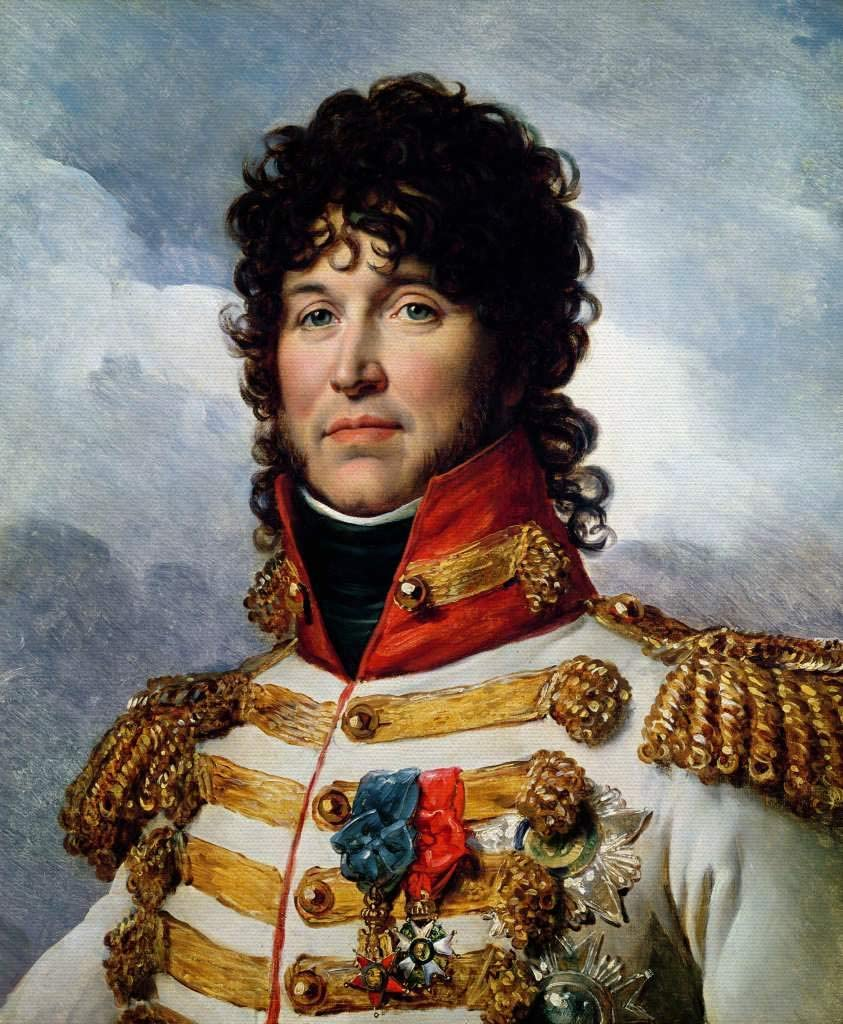
Marszałek Joachim Murat odznaczył się w tej kampanii

22 września Mack uznał, że powinien trzymać się linii rzek Dunaj i Iller z głównym punktem obrony w Ulm. W ciągu ostatnich trzech dni września Francuzi rozpoczęli szereg manewrów, które mogły wyprowadzić ich na tyły Austriaków. Mack podjął decyzję zostać i bronić Ulm, zamiast wycofać się na południe, co mogłoby otworzyć nowe możliwości i ocalić większość jego sił. Napoleon nie wiedział jakie są zamiary Macka; wiedział tylko, że korpus Kienmayera został skierowany ku Ingolstadt (na wschód od francuskich pozycji), ale jego wywiad wyolbrzymił siły tego korpusu. 5 października Napoleon kazał Neyovi dołączyć do Lannesa, Soulta i Murata, by skoncentrować siły i przekroczyć Dunaj pod Donauwörth. Francuski manewr zbyt widoczny, więc Kienmayer zorientował się w sytuacji i w konsekwencji wymknął z pułapki.

### Wertingen, Haslach-Jungingen i Elchingen
Pojąwszy grozę położenia Mack postanowił przejść do działań zaczepnych. 8 października kazał armii skoncentrować się wokół Günzburga w nadziei, że zdoła przerwać linie Napoleona. Polecił Kienmayerowi odciągnąć Napoleona dalej na wschód, w stronę Monachium i Augsburga. Napoleon nie wiedział, że Mack chce przekroczyć Dunaj, ale pojął, że zajęcie mostów w Günzburgu da mu strategiczną przewagę nad przeciwnikiem. By tego dokonać skierował korpus Neya do Günzburga, nie zdając sobie sprawy z tego, że główne siły przeciwnika zmierzają w tym samym kierunku. Tymczasem 8 października doszło do pierwszego poważnego starcia pod Wertingen między wojskami Auffenburga a oddziałami Murata i Lannesa.
Mack kazał 7 października Auffenburgowi odmaszerować, na czele swej liczącej 5000 piechoty i 400 kawalerii dywizji, z Günzburga do Wertingen w ramach przygotowań do austriackiego wyjścia z Ulm. Auffenburg znalazł się wkrótce w niebezpieczeństwie. Pierwszymi siłami, z jakimi się zetknął, były dywizje kawalerii Murata: 1. Dragonów Kleina, 3. Dragonów Beaumonta i kirasjerów Nansouty’ego. Dywizje te zaczęły atakować pozycje Austriaków, a na dodatek dołączyli do nich grenadierzy Oudinota, którzy oskrzydlili Austriaków od północy i zachodu. Auffenburg próbował wycofać się na południowy zachód, ale był zbyt wolny: jego siły zostały zdziesiątkowane, a tysiąc lub dwa zostało wziętych do niewoli. Potyczka pod Wertingen była jednym z łatwiejszych francuskich zwycięstw.
Działania pod Wertingen przekonały Macka, że winien raczej przejść na lewy brzeg Dunaju, niż szukać ucieczki prosto na wschód prawym brzegiem rzeki. By jednak tego dokonać, musiał utrzymać Günzburg. 8 października Ney, który zgodnie z rozkazami Berthiera miał następnego dnia przypuścić bezpośrednie natarcie na Ulm, wysłał 3. dywizję Mahlera do Günzburga, celem przechwycenia mostów. Kolumna marszowa tej dywizji napotkała w drodze jakiś oddział jegrów tyrolskich i ujęła 200 z nich, w tym dowodzącego, generała d'Apsré oraz dwa działa. Austriacy zorientowali się w sytuacji i wzmocnili siły w okolicach Günzburga trzema batalionami piechoty i 20 działami. Dywizja Malhera przypuściła kilka ataków, ale wszystkie zostały odparte. Mack dosłał Gyulai'a z siedmioma batalionami piechoty i czternastoma szwadronami kawalerii z zadaniem naprawy zniszczonych w czasie walk mostów, ale tymczasem nadciągnął spóźniony 59. pułk piechoty francuskiej, który z marszu zaatakował i odrzucił Austriaków w tył. Po zażartej walce Francuzom udało się uchwycić przyczółek na prawym brzegu rzeki. Gdy starcie pod Günzburgiem jeszcze trwało, Ney posłał 2. dywizję Loisona z zadaniem zajęcia słabo bronionych mostów na Dunaju w Elchingen. Straciwszy większość przepraw przez Dunaj, Mack zawrócił swą armię do Ulm. 10 października korpus Neya mógł odnotować znaczne postępy: Malher obsadził prawy brzeg, Loison trzymał mosty w Elchingen, a dywizja Duponta posuwała się w stronę Ulm.
32. pułk piechoty z dywizji Duponta, maszerujący z Haslach w kierunku Ulm, natknął się na cztery pułki austriackie broniące wioski Boltingen. Francuzi przypuścili kilka zdecydowanych ataków, ale Austriacy odparli wszystkie. Teraz Austriacy rzucili więcej piechoty i kawalerii w stronę Jungingen, pragnąc z tej strony zadać korpusowi Neya decydujący cios poprzez odcięcie dywizji Duponta. Dupont przewidział rozwój wydarzeń i ubiegł Austriaków uderzając z zaskoczenia na Jungingen i biorąc do niewoli ponad tysiąc żołnierzy nieprzyjaciela. Kontruderzenie austriackie odrzuciło go z powrotem do Haslach, skąd Francuzi nie dali się już wyrzucić. Później Dupont został zmuszony do ustąpienia na Albeck, gdzie połączył się z siłami d’Hilliersa. Jak bitwa o Haslach-Jungingen wpłynęła na plany Napoleona nie wiadomo, ale cesarz teraz wiedział już z całą pewnością, że główne siły austriackie znajdują się w Ulm.. W rezultacie Napoleon posłał korpus Soulta w kierunku rzeki Iller, co oznaczało, że przeciwko armii Macka stanęły cztery korpusy piechoty i jeden korpus kawalerii; Davout, Bernadotte i Bawarczycy stali nadal pod Monachium. Napoleon zaczął przerzucać wojska na północ od Ulm bowiem spodziewał się, że stoczy bitwę w polu i nie będzie musiał oblegać miasta. Takie dyrektywy doprowadziły 14 października do starcia pod Elchingen.
13 października Mack wysłał dwie kolumny wojsk w celu przygotowania przełamania na północy: jedną pod dowództwem gen. Reischa w kierunku Elchingen, z zadaniem odbicia mostów, a drugą pod dowództwem gen. Wernecka wprost na północ z większością ciężkiej artylerii. Ney, który spieszył się by nawiązać kontakt z Dupontem, poprowadził swoje wojska na południe od Elchingen, gdzie natknął się na Austriaków i natychmiast zaatakował. Zadrzewiony, podmokły teren wznosił się stopniowo ku Elchingen leżącemu na szczycie wzgórza. Francuzi starli austriackie pikiety, a jeden z pułków zaatakował i zdobył w starciu na bagnety zabudowania klasztorne. Po pokonaniu we wstępnym boju kawalerii austriackiej piechota Riescha zaczęła uchodzić; za swoje świetne zwycięstwo Ney otrzymał honorowy tytuł „księcia Elchingen”.

### Pod Ulm

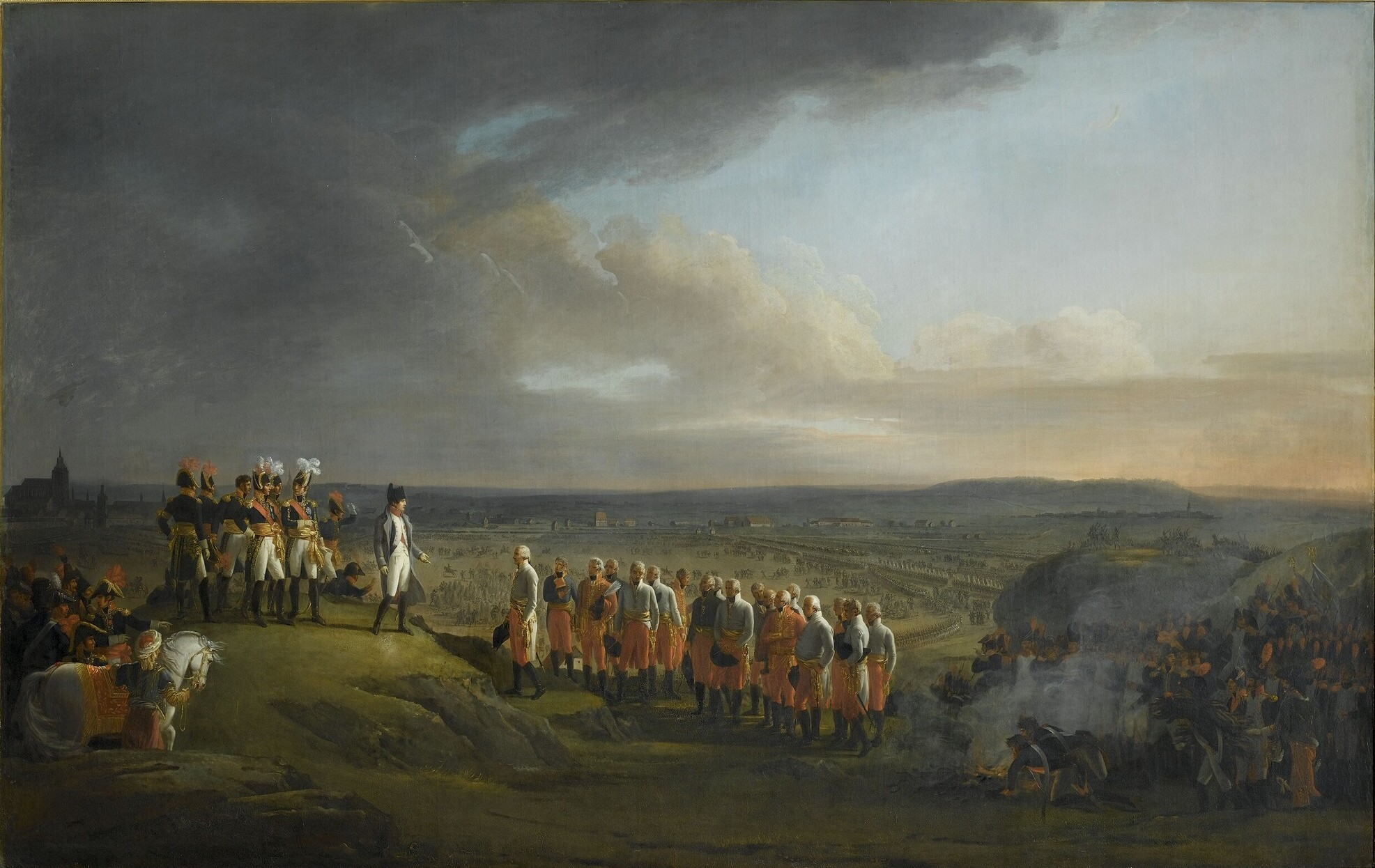
Kapitulacja Macka pod Ulm

Zdemoralizowane wojska austriackie dotarły do Ulm 10 października rano. Mack nie mógł się zdecydować w którym kierunku uderzyć, więc armia tkwiła w miejscu przez dwa dni. Napoleon był wtedy jeszcze przekonany, że Austriacy podążają na wschód lub południowy wschód i że Ulm jest prawie nie bronione. Ney zrozumiał pomyłkę cesarza i napisał do Berthiera że Ulm jest w rzeczywistości bronione silniej niż się Francuzom wydaje. Tymczasem zaczęły nadchodzić niepokojące informacje wywiadowcze ze wschodu o forsownym marszu Rosjan, więc Napoleon przekazał Muratowi dowództwo nad całym prawym skrzydłem armii, składającej się z korpusów Neya i Lannesa. W ten sposób Wielka Armia podzieliła się na dwie masy uderzeniowe: siły Neya, Lannesa i Murata czołem ku zachodowi przeciwko armii Macka oraz siły Soulta, Davouta, Bernadotte'a i Marmonta czołem na wschód dla obrony przeciw armiom rosyjskiej i austriackiej i ich możliwemu atakowi. 11 października Ney ruszył w kierunku Ulm; 2. i 3. dywizje miały maszerować ku miastu wzdłuż prawego brzegu Dunaju, podczas gdy dywizja Duponta, wzmocniona dywizją dragonów, miała nacierać wprost na Ulm i zająć miasto. Rozkazy były niewykonalne, bowiem w tym momencie Ney nie wiedział jeszcze na pewno, gdzie znajdują się przeciwnicy.
Tymczasem w sztabie austriackim działo się źle. Arcyksiążę Ferdynand zaczął otwarcie krytykować styl dowodzenia Macka i jego brak zdecydowania, zarzucając mu, że spędza całe dnie na pisaniu sprzecznych rozkazów powodujących bezsensowne marsze armii tam i z powrotem.
Do kolejnych działań zbrojnych doszło 14 października. Siły Murata połączyły się z Dupontem w Albeck i zaraz odparły atak piechoty Wernecka; Francuzi pokonali Austriaków i odepchnęli ich na północ, w kierunku Heidenheim. Nocą oba francuskie korpusy pojawiły się w okolicy austriackiego obozu wojskowego na Michelsbergu, tuż przed Ulm. Mack znalazł się w sytuacji bez wyjścia: nie było ucieczki na północ, bo Marmont i Gwardia Cesarska byli już na przedmieściach Ulm na południe od rzeki, a Soult maszerował z Memmingen, by uniemożliwić Austriakom odwrót w stronę Tyrolu. Kłopoty pogłębiały niesnaski w austriackim sztabie; Ferdynand ostatecznie wypowiedział Mackowi posłuszeństwo i na czele całej – liczącej 6000 szabel – kawalerii próbował wyrwać się z okrążenia. Pościg konnicy Murata był tak skuteczny, że zaledwie 11 szwadronów zdołało dotrzeć do sił Wernecka w Heidenheim. Murat nie poprzestał na pościgu i tak długo atakował Wernecka, aż zmusił go 19 października do kapitulacji wraz z ośmioma tysiącami ludzi pod Trochtelfingten; Murat zdobył również cały, liczący 500 wozów tabor austriacki, następnie rzucił się w stronę Neustadt, gdzie wziął do niewoli dalsze 12 000 Austriaków.
Sytuacja pod Ulm dojrzała do zakończenia. 15 października wojska Neya zdobyły obóz na Michelsbergu, a następnego dnia francuska artyleria rozpoczęła bombardowanie miasta. Morale w szeregach austriackich było tak niskie, że Mack pojął, iż nie ma nadziei na ratunek. 17 października parlamentariusz napoleoński, major Ségur, podpisał z Mackiem porozumienie, na mocy którego Austriacy mieli kapitulować 25 października, chyba że wcześniej nadeszłaby jakaś pomoc. Jednakże już wkrótce Mack dowiedział się o poddaniu wojsk pod Heidenheim i Neustadt, co skłoniło go do poddania się przed wyznaczonym terminem, 20 października. 10 000 żołnierzy austriackiego garnizonu zdołało uciec, ale ogromna większość armii Macka wyszła 21 października z miasta i złożyła broń, czemu przyglądała się Gwardia Cesarska ustawiona w szerokie półkole.

## Trafalgar

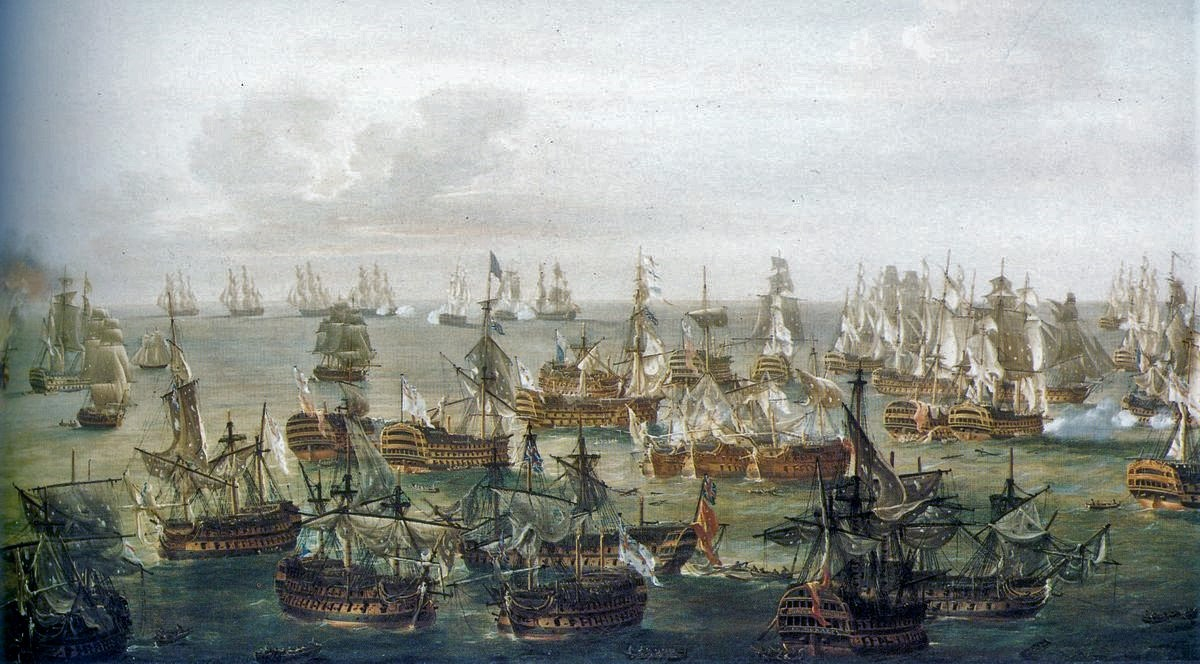
Bitwa pod Trafalgarem, stan z godz. 17

Kiedy Trzecia Koalicja wypowiedziała Francji wojnę po krótkotrwałym okresie pokoju, Napoleon postanowił wysadzić desant na Wyspach Brytyjskich. By móc to uczynić musiał zapewnić bezpieczeństwo flocie desantowej, a więc oczyścić kanał La Manche z okrętów Royal Navy.
Główne człony floty francuskiej stacjonowały w Breście w Bretanii i w Tulonie nad Morzem Śródziemnym. W innych portach francuskiego wybrzeża stacjonowały mniejsze eskadry okrętów. Francja była sprzymierzona z Hiszpanią, a więc mogła liczyć na flotę hiszpańską z Kadyksu i Ferrolu.
Brytyjczycy dysponowali świetną flotą oraz doświadczonymi i dobrze wyszkolonymi oficerami marynarki. Dla odmiany najlepsi oficerowie marynarki francuskiej (w większości arystokratycznego pochodzenia) zostali albo straceni, albo wydaleni ze służby w okresie Rewolucji. Wiceadmirał Pierre Charles Villeneuve, najlepszy dowódca, jaki Napoleonowi pozostał, dowodził Flotą Śródziemnomorską. Jednak Villeneuve, po przegranej bitwie pod Abukirem, nie wykazywał najmniejszego entuzjazmu do stawania oko w oko z Nelsonem i Royal Navy.
Admirał Nelson dowodził brytyjską flotą blokującą port w Tulonie. W odróżnieniu od Williama Cornwallisa, który bardzo ściśle blokował port w Breście, Nelson przyjął zasadę dość luźnej blokady z większej odległości w nadziei, że wyciągnie w ten sposób Francuzów na morze i stoczy z nimi decydującą bitwę. Tymczasem Villeneuve, korzystając ze sztormu, który rozproszył okręty brytyjskie, opuścił Tulon, wyszedł na Atlantyk, gdzie spotkał się z flotą hiszpańską i ruszył głębokim łukiem (aż po Indie Zachodnie) ku Brestowi. Nelson najpierw szukał go na Morzu Śródziemnym, potem ruszył w pościg przez ocean, ale bez skutku.
Villeneuve zamierzał przełamać blokadę Brestu, ale po utracie dwóch hiszpańskich okrętów w bitwie koło przylądka Finisterre odstąpił od tego planu i pożeglował do Ferrol.
Plan inwazji Wysp Brytyjskich przez Napoleona uzależniony był całkowicie od liczby okrętów liniowych w pobliżu Boulogne. Gdyby Villeneuve ze swoimi 32 okrętami połączył się z 21 okrętami wiceadmirała Ganteaume'a w Breście, Francuzi – wraz z pięcioma okrętami komandora Allemanda – mieliby w kanale La Manche aż 58 okrętów liniowych.
Tymczasem Villeneuve, wbrew wyraźnym rozkazom Napoleona, skierował swą eskadrę na południe, do Kadyksu. Gdy 26 sierpnia eskadra Villeneuve’a nie pojawiła się, trzy francuskie korpusy armijne opuściły Boulogne i pomaszerowały do Niemiec i Austrii, gdzie były rzeczywiście potrzebne.
Nelson dowiedział się 2 września w Anglii, że flota francusko-hiszpańska znajduje się w Kadyksie. Musiał jednak czekać do 15 września zanim jego okręt, HMS „Victory”, był gotowy do drogi. Tego samego dnia Cornwallis podjął decyzję o wycofaniu 20 okrętów z kanału i skierowania ich na południe. Okręty te miały stać się siłą uderzeniową brytyjskiej floty Nelsona, który dołączył 29 września.
Brytyjczycy do pilnowania z bliska zatoki i portu w Kadyksie użyli fregat, podczas gdy siły główne znajdowały się w morzu, około 50 mil na zachód od wybrzeża. Nelson miał nadzieję wywabić przeciwnika z portu i wydać mu bitwę na pełnym morzu.
Flota brytyjska cierpiała na braki w zaopatrzeniu. Dlatego 2 października pięć okrętów liniowych skierowanych zostało do Gibraltaru celem doposażenia. Okręty te zostały następnie skierowane do służby konwojowej na Morzu Śródziemnym i nie wróciły już do foty Nelsona. W ich miejsce nadciągnęły inne okręty i 15 października flota była gotowa do bitwy.
14 września Napoleon nakazał okrętom w Kadyksie wyjść w morze przy najbliższej sposobności, dołączyć do siedmiu hiszpańskich statków w Kartagenie, a następnie udać się do Neapolu, gdzie należało wysadzić wojsko znajdujące się na pokładach statków, a następnie podjąć zdecydowaną akcję przeciw flocie brytyjskiej.
18 października Villeneuve otrzymał list informujący, że ma zostać zastąpiony przez wiceadmirała François Rosily’ego, który właśnie przybył do Madrytu. Jednocześnie wywiad doniósł, że flotylla brytyjska zawinęła do Gibraltaru (była to eskadra wysłana po zaopatrzenie). Przerażony, że może zostać upokorzony na oczach całej floty, Villeneuve zdecydował się wyjść w morze nim jego następca dotrze do Kadyksu. 18 października, po silnym sztormie, flota zaczęła podnosić żagle.
Jednak pogoda zmieniła się niespodziewanie, po tygodniu gwałtownych sztormów ocean uspokoił się. To spowolniło ruch floty opuszczającej zatokę i dało wyraźny znak Brytyjczykom, którzy ruszyli w pościg. 20 października dostrzeżono ich w oddali. Okręty brytyjskie szły w dwóch równoległych kolumnach prowadzonych przez HMS „Victory” (Nelson) i HMS „Royal Sovereign” (Coollingwood). Francuzi zaczęli szykować się do bitwy. Sprzeczne rozkazy Villeneuve’a sprawiły, że okręty płynęły w luźnej formacji. O godzinie 5.40 Brytyjczycy znajdowali się około 21 mil od przylądka Trafalgar, a flota francusko-hiszpańska pomiędzy nimi a przylądkiem. O 8.00 Nelson wydał rozkaz przygotowania do bitwy.

Sławny sygnał Nelsona

W tym samym momencie Villeneuve rozkazał swej flocie zawrócić do Kadyksu. Okręty teraz płynęły pod wiatr, podczas gdy jednostki brytyjskie posuwały się z północnego zachodu z wiatrem. Wiatr ten był jednak słaby, okręty poruszały się bardzo wolno, tak że dopiero po południu doszło do starcia, poprzedzonego sławnym rozkazem Nelsona „Anglia spodziewa się, że każdy z was spełni swój obowiązek” (ang. England expects that every man will do his duty) oznajmionym flocie kodem flagowym.
Pierwszym okrętem brytyjskim był najszybszy ze wszystkich liniowców HMS „Royal Sovereign”, który dostał się pod silny ostrzał okrętów francuskich i hiszpańskich nim inne jednostki brytyjskie mogły przyjść mu z pomocą. Zaowocowało jednak lepsze wyszkolenie marynarzy i kanonierów brytyjskich. Okręt przerwał linię tuż za rufą flagowego okrętu admirała Alavy „Santa Ana”, w kierunku którego posłał morderczą salwę burtową. „Victory” był przez 40 minut pod ostrzałem francuskich okrętów „Héros”, „Redoutable” i „Neptune” oraz hiszpańskiego „Santísima Trinidad” co spowodowało śmierć wielu ludzi na pokładzie w zniszczenie koła sterowego. W miarę jak kolejne okręty brytyjskie wchodziły pomiędzy francuskie i hiszpańskie, walka stawała się coraz bardziej bezładna. W pewnym momencie „Victory” sczepił się omasztowaniem z „Redoutable”. Dowódca „Redoutable”, na pokładzie którego znajdował się liczny zastęp piechoty morskiej, postanowił dokonać abordażu i zdobyć „Victory”. Kula muszkietowa wystrzelona z francuskiego okrętu trafiła Nelsona w lewe ramię, strzaskała obojczyk i zatrzymała na kręgosłupie brytyjskiego admirała. Zmarł po kilkudziesięciu minutach, ale bitwa była wygrana.
"Victory” przerwała ogień i załoga szykowała się do odparcia abordażu, gdy nagle brytyjski okręt liniowy „Temeraire” pojawił się przy prawej burcie „Redoutable” i oddał salwę z bliska, powodując wielkie straty. O godzinie 13.55 dowódca francuskiego okrętu musiał się poddać. Otoczonego hiszpańskiego olbrzyma „Santísima Trinidad” czekał ten sam los w trzy godziny później. Brytyjczycy zdobyli 22 okręty przeciwnika nie tracąc żadnego.
Nelson umierając nakazał flocie stanąć po bitwie na kotwicach, bowiem spodziewano się sztormu. Jednakże gdy ten nadszedł wiele poważnie uszkodzonych okrętów zostało zatopionych lub wyrzuconych na brzeg.

## Austerlitz

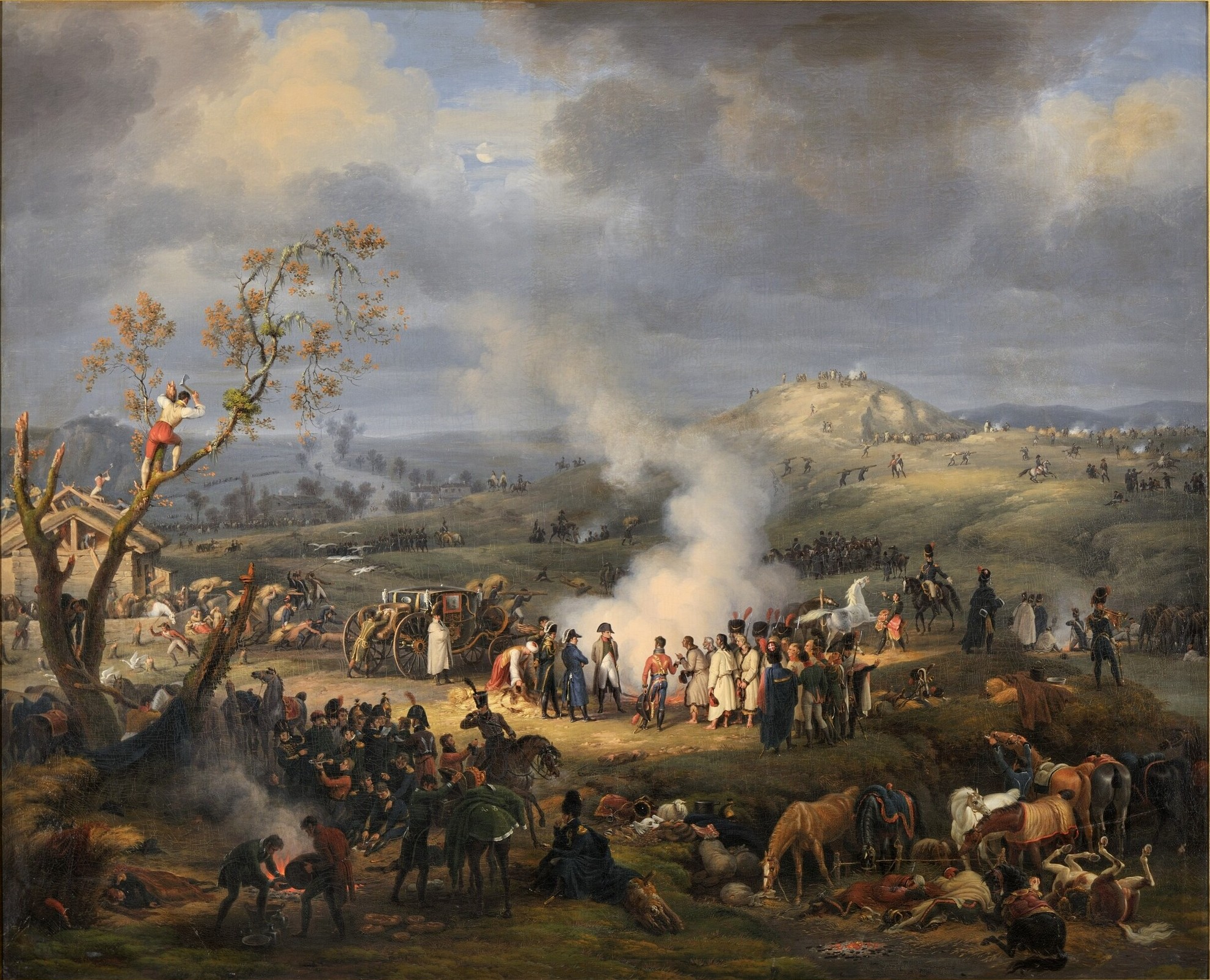
Napoleon przed bitwą mal. L. Lejeune

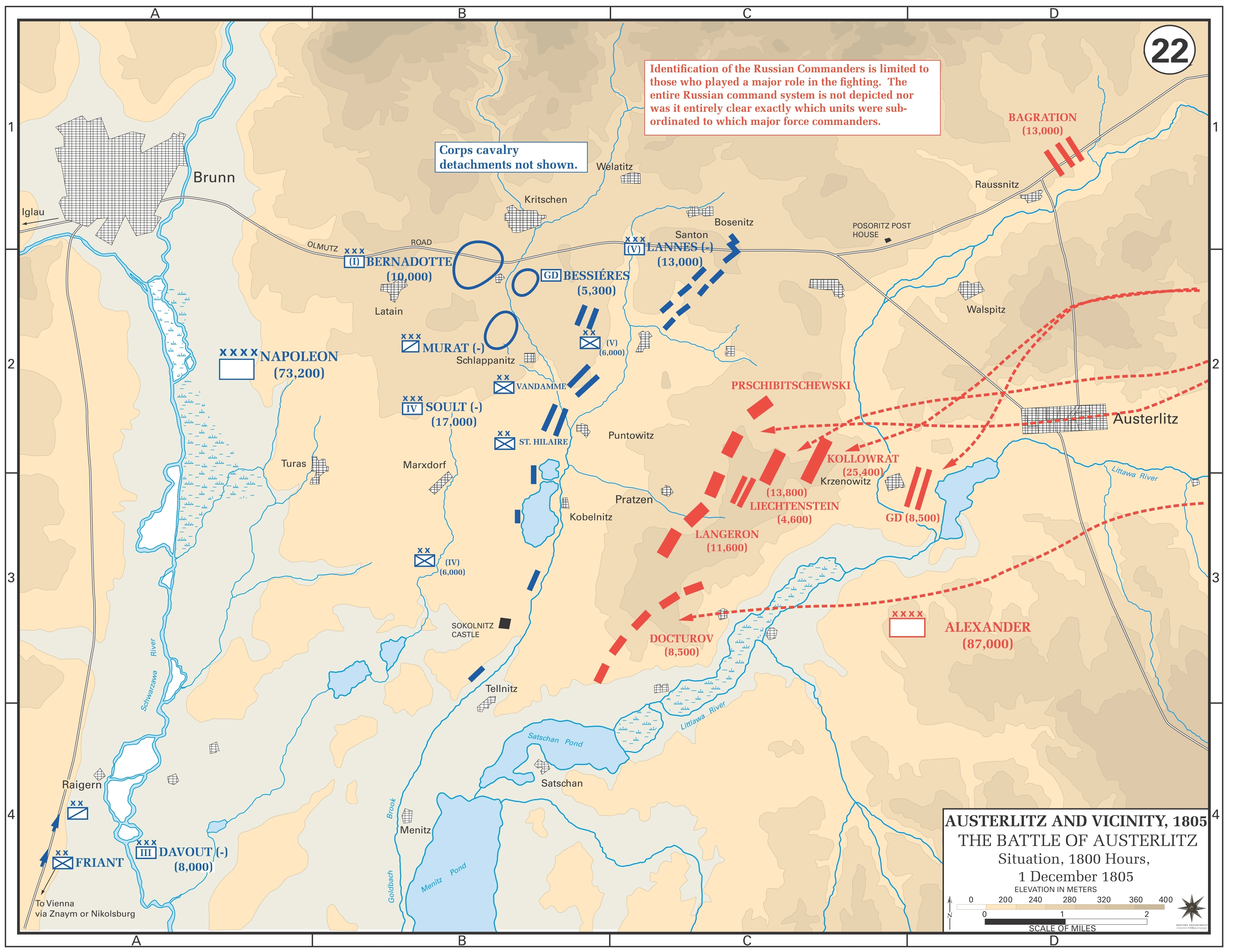
Rozmieszczenie wojsk przed bitwą: godz. 18.00, 1 grudnia

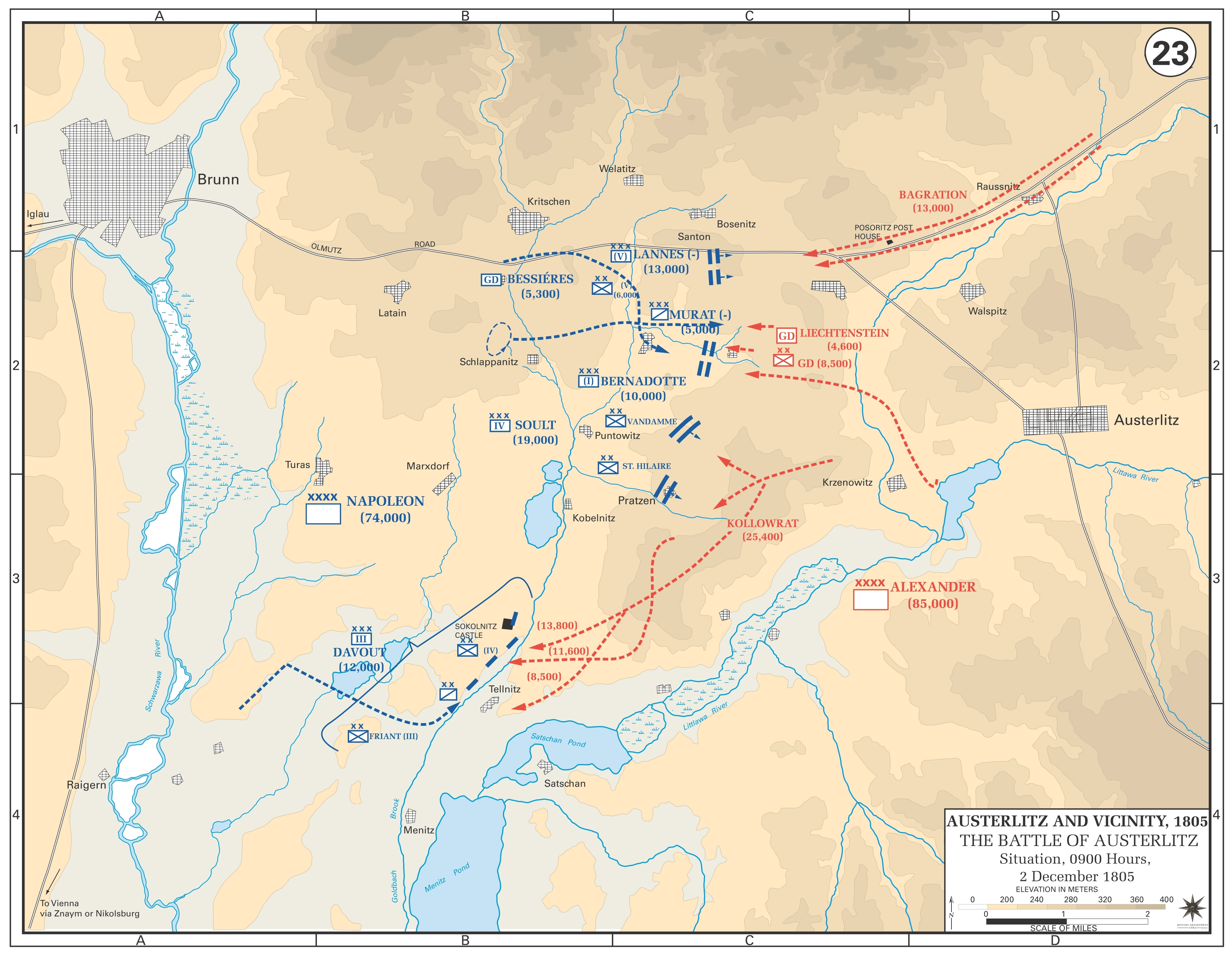
Decydujący atak St. Hilaire’ego i Vandamme’a

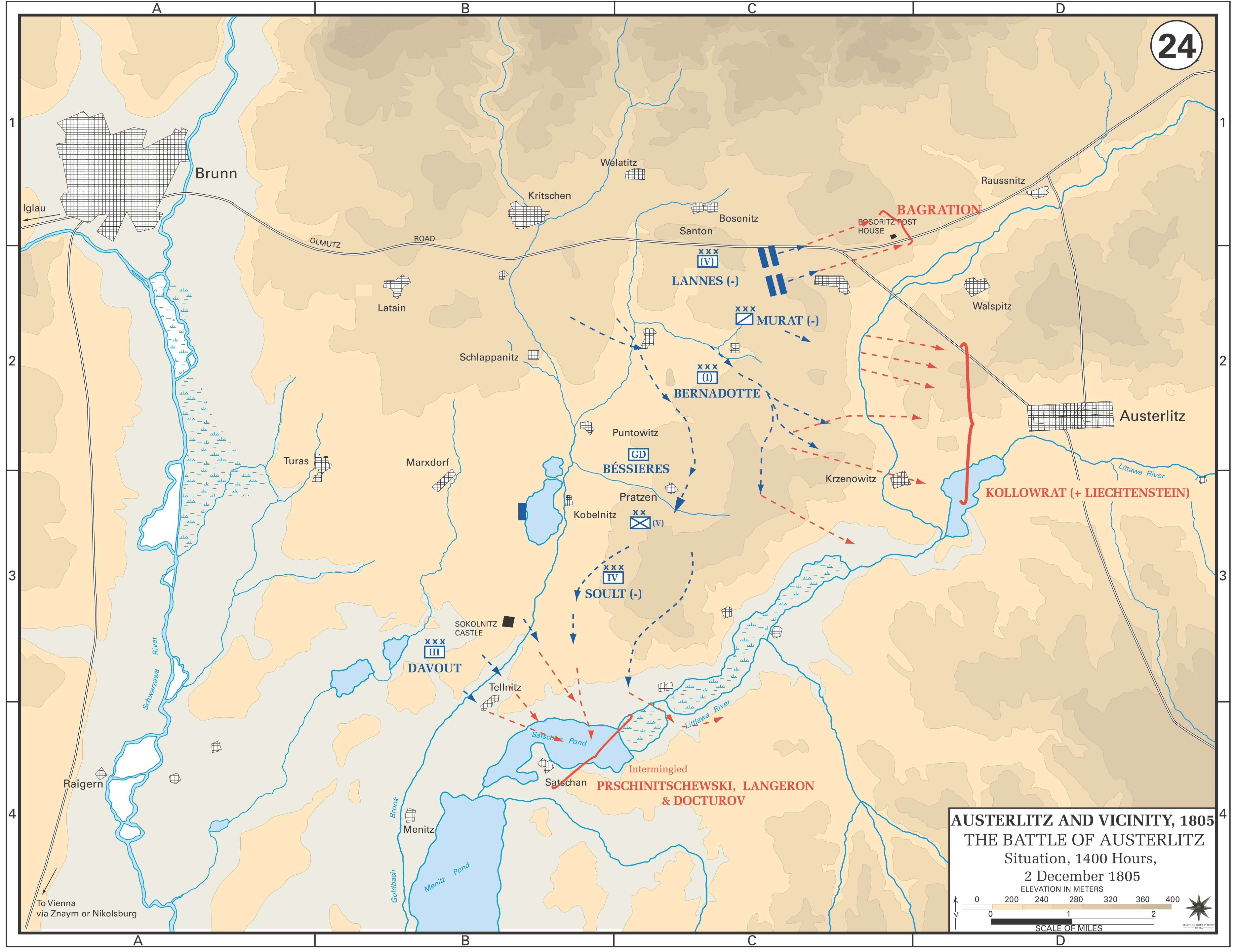
Rozbicie wojsk sprzymierzonych i ich odwrót z pola bitwy

Pokonawszy 15 października w bitwie pod Ulm wojska austriackie Macka, które broniły północnego podejścia do Wiednia, Napoleon ruszył na stolicę Austrii, która została zajęta bez walki, a wojska napoleońskie skierowały się na północny wschód, aby zmierzyć się z połączonymi w Ołomuńcu
wojskami austro-rosyjskimi. Do spotkania doszło pod Austerlitz (Slavkov u Brna) na Morawach (Czechy). Napoleon mógł zgromadzić przed zbliżającą się bitwą około 75 000 ludzi i 157 dział, ale około 7000 wojsk Davouta było wciąż daleko na południu, w pobliżu Wiednia. Sprzymierzeni mieli około 73 000 żołnierzy (głównie Rosjan) i 318 dział. 1 grudnia obie armie znalazły się na pozycjach.

### Plany i przygotowania sprzymierzonych
Rada wojenna sprzymierzonych zebrała się 1 grudnia. Podczas gdy car parł zdecydowanie do bitwy, cesarz austriacki był bardziej powściągliwy, w czym miał poparcie Kutuzowa, głównego rosyjskiego dowódcy. Jednak nacisk ze strony arystokracji rosyjskiej i austriackich sztabowców był tak silny, że w końcu przyjęto ofensywny plan austriackiego szefa sztabu Weyrother plan. Ten plan zakładał główne uderzenie na prawe skrzydło francuskie, które – co zauważyli sprzymierzeni – było bardzo słabe, z jednoczesnym pozorowanym uderzeniem na francuską lewą flankę. W związku z tym przymierzeni uformowali większość swych wojsk w cztery kolumny dla uderzenia na francuskie prawe skrzydło. Carska Gwardia Imperialna miała pozostać w rezerwie, podczas gdy korpus Bagrationa miał osłaniać prawe skrzydło sprzymierzonych.

### Francuski plan i przygotowania
Na wiele dni przed bitwą Napoleon starał się wywrzeć na sprzymierzonych wrażenie, że jego armia jest w opłakanym stanie i że on sam skłaniałby się ku negocjacjom. W rzeczywistości liczył na to, że przeciwnicy zaatakują i by ich do tego zachęcić z rozmysłem osłabił swoje prawe skrzydło. Napoleoński plan zakładał, że sprzymierzeni rzucą przeciw jego prawemu skrzydłu tak znaczne siły, iż poważnie osłabią własne centrum. Gdyby tak się stało zamierzał przypuścić zmasowany atak 16-tysięcznym IV Korpusem Soulta przez owo centrum na tyły sprzymierzonych. Jednocześnie, dla wzmocnienia słabego prawego skrzydła rozkazał II Korpusowi Davouta podążać forsownymi marszami spod Wiednia i dołączyć do sił gen. Legranda, który znajdował się na skrajnie południowej pozycji i mógł spodziewać się potężnego nacisku przeciwnika. Żołnierze Davouta mieli aż 48 godzin na przebycie 110 kilometrów, więc cesarz nie obawiał się, że nie zdążą. Gwardia Cesarska i I Korpus Bernadotte'a stały w odwodzie, natomiast V Korpus Lannesa tworzył prawe skrzydło armii.

### Bitwa
Bitwa rozpoczęła się 2 grudnia około godz. 8 rano od ataku pierwszej kolumny sprzymierzonych na wioskę Telnice bronioną przez 3. pułk piechoty liniowej. W trakcie zaciętej walki Francuzi zostali wypchnięci z wioski i odrzuceni za potok Goldbach. W tej właśnie chwili na placu boju pojawiły się pierwsze oddziały Davouta wyrzucając sprzymierzonych z Telnic, ale po ataku huzarów cofnąć się z wioski. Inne ataki sprzymierzonych w okolicach Telnic zostały powstrzymane celnym ogniem francuskiej artylerii.
Kolumny sprzymierzonych maszerujące stronę prawego skrzydła francuskiego posuwały się tak wolno, że Francuzi radzili sobie z nimi z łatwością. W dodatku zaczęto popełniać błędy: kawaleria Liechtensteina z lewego skrzydła sprzymierzonych miała przejść na prawe, ale podczas wykonywania manewru wpadła na drugą kolumnę ataku, zmieszała ją i spowolniła marsz jej drugiej części. Tymczasem czołowe elementy tej kolumny przystąpiły do ataku na wioskę Sokolnice, której bronił 26. pułk piechoty lekkiej i woltyżerowie francuscy. Atak się załamał, więc gen. Langeron nakazał bombardowanie wioski. Ciężkie straty zmusiły Francuzów do opuszczenia wioski, a jednocześnie trzecia kolumna sprzymierzonych zaatakowała zameczek Sokolnitz. Kontratak dywizji Frianta ze składu III Korpusu doprowadził do ostatecznego wyparcia sprzymierzonych z wioski. Okolice wioski Sokolnice były obszarem, na którym toczyły się najbardziej zacięte walki tej bitwy.
Około 8.45, widząc wyraźne osłabienie austro-rosyjskiego centrum, Napoleon wydał rozkaz do ataku, dodając: „Jedno ostre uderzenie i wojna będzie skończona”.
Gęsta mgła utrudniała postępy dywizji St. Hilaire'a, ale gdy żołnierze wkroczyli na stok Wzniesienia Prackiego, poranne słońce rozdarło mgłę i przyspieszyło atak. Rosjanie na szczycie byli zupełnie zaskoczeni widokiem idących na nich mas francuskiej piechoty. Teraz dowódcy sprzymierzonych rzucili do boju spóźnione oddziały czwartej kolumny i niedoświadczonych rekrutów z drugiej części drugiej kolumny. W czasie zażartej godzinnej walki austriackim nowicjuszom udało się nawet odrzucić w tył najlepsze oddziały armii francuskiej, ale po chwili ludzie St. Hilaire'a uderzyli raz jeszcze na bagnety i zmusili Austriaków do ucieczki. Na północy dywizja Vandamme’a uderzyła na Staré Vinohrady i szybko starła kilka rosyjskich batalionów.
Bitwa przybierała korzystny dla Francuzów obraz. Napoleon pchnął I Korpus Bernadotte’a dla wsparcia lewego skrzydła Vandamme’a, przenosząc swoje stanowisko dowodzenia z Żurania pod kapliczkę św. Antoniego na Wzniesieniu Prackim. Ciężką sytuację sprzymierzonych potwierdziła decyzja, by rzucić do boju ostatnie odwody, czyli carską Gwardię Imperialną dowodzoną przez wielkiego księcia Konstantego, brata cara Aleksandra, przeciwko siłom Vandamme’a. Wywiązała się krwawa bitwa, ale Napoleon – spodziewając się kłopotów – ruszył z odwodów kawalerię Gwardii Rappa. Rosjanie mieli liczebną przewagę, ale wsparcie dywizji Droueta z korpusu Bernadotte’a i ogień salwowy baterii francuskiej Artylerii konnej spowodowały, że kawaleria rosyjska złamała szyki i zaczęła w bezładzie uchodzić ścigana przez mameluków i szaserów na odcinku około kilometra. W pościgu tym do niewoli dostał się książę Repnin.
Na północy książę Liechtenstein na czele kawalerii ciężkiej zaatakował lekką kawalerię Kellermanna, która początkowo schroniła się za dywizją piechoty Caffarelliego, która wzięła na siebie atak rosyjski i pozwoliła Muratowi rzucić naprzód dwie dywizje kirasjerów, które ostatecznie pokonały nieprzyjaciół spędzając ich z pola. Wówczas Lannes poprowadził swój V Korpus przeciw wojskom Bagrationa i wkrótce masy piechoty rosyjskiej, zmieszane z kawalerią, zaczęły odpływać z pola bitwy Lannes chciał ruszyć w pościg, ale Murat sprzeciwił się temu.
Na południowym krańcu pola bitwy dywizja St. Hilaire’a i część korpusu Davouta uderzyły jednocześnie na nieprzyjaciela w okolicach Sokolnic, zmuszając dowódców austriackich kolumn, Kienmayera i Langerona, do pospiesznej ucieczki. Kompletnie pijany Buxhövden, odpowiedzialny za atak dowódca lewego skrzydła sprzymierzonych, uciekł jak inni osłaniany przez Kienmayera z resztkami lekkiej kawalerii.
Jedna z największych bitew Napoleona została zakończona całkowitą porażką wojsk sprzymierzonych.

## Kampania włoska
Tymczasem we Włoszech siły francuskie, dowodzone przez Saint-Cyra, po zwycięstwie w bitwie pod Castelfranco, gdzie odznaczyli się polscy legioniści, operowały na granicy Królestwa Neapolu. Francuzi byli bacznie obserwowani przez siły anglo-rosyjskie mające bronić terytorium królestwa. Po bitwie pod Austerlitz Rosjanie wycofali się jednak z Włoch, a Brytyjczycy, nie mając odwagi samotnie stawić czoła Francuzom, opuścili Neapol i ewakuowali się na Sycylię. Teraz siły francuskie, stacjonujące w Bolonii, zostały zorganizowane w Armię Neapolu pod nominalnym zwierzchnictwem cesarskiego brata Józefa. Dowódcą w rzeczywistości był stojący na czele I Korpusu Masséna.
9 lutego 1806 roku Masséna uderzył na Królestwo Neapolu, a w dwa dni później król Ferdynand IV również zbiegł – pod osłoną brytyjskiej floty – na Sycylię. Neapol wpadł nie broniony w ręce Francuzów, a w końcu miesiąca trzymały się jeszcze tylko ufortyfikowane miasto Gaeta, na północ od Neapolu oraz region Kalabria na samym południu włoskiego „buta”, gdzie stacjonowały resztki Królewskiej Armii Neapolu.
Ferdynand miał nadzieję na powtórkę wydarzeń z roku 1799, kiedy to powstanie ludowe w Kalabrii legło u podstaw upadku Republiki Partenopejskiej, francuskie państwo satelickie powstało po klęsce Neapolitańczyków w czasie wojny toczonej w ramach II koalicji antyfrancuskiej. tymczasem jednak tym razem początkowo do niczego takiego nie doszło i 3 marca gen. Reynier, dowodzący 10-tysięcznym II Korpusem Armii Neapolu, wkroczył do Kalabrii. Opór był niemal symboliczny, a 10 marca armia neapolitańska poniosła głośną klęskę w bitwie pod Campo Tenese. Ferdynand nie miał innego wyjścia, jak oddać tron Francuzom. W dzień po Campo Tenese Józef Bonaparte został ogłoszony nowym królem Neapolu. Ostatnie regularne oddziały armii neapolitańskiej ewakuowały się na Sycylię, a Francuzi kontrolowali całe południe półwyspu oprócz obleganej od 26 lutego Gaety.
Jednak nie wszystko szło po myśli Francuzów. Problemy zaopatrzeniowe sprawiły, że korpus Reyniera musiał utrzymywać się z rekwizycji. Przez poprzedni miesiąc wieśniacy kalabryjscy musieli żywić armię neapolitańską i teraz byli bliscy klęski głodu. Nowych obciążeń na rzecz obcej armii nie byli w stanie znieść. Józef zdawał się nie dostrzegać niebezpieczeństwa wybuchu powstania, a co za tym idzie zaopatrzenie nie dochodziło nadal. W końcu marca niewielkie ugrupowania partyzanckie, a wkrótce całe wioski, powstały przeciw Francuzom. Mając za plecami wciąż niezdobytą Gaetę, Józef nie mógł wysłać dodatkowych wojsk do Kalabrii, więc Reynier był zmuszony uzupełniać swą armię zaciągami prowadzonymi w większych miastach prowincji.
W lipcu Masséna wciąż nie był w stanie zdobyć Gaety zaopatrywanej przez Brytyjczyków drogą morską. W tej sytuacji Brytyjczycy zorganizowali korpus ekspedycyjny sir Johna Stuarta, który wylądował na półwyspie, zadał Francuzom klęskę w bitwie pod Maidą, ale nie doczekawszy się uzupełnień nie był w stanie przyjść na pomoc fortecy. W rezultacie, gdy wreszcie nadciągnęła oczekiwana przez Francuzów artyleria i rozpoczęło się bombardowanie, obrońcy Gaety skapitulowali 18 lipca, uwalniając korpus Massény do działań na południu.
Brytyjczycy nie czekali na pojawienie się większych sił francuskich i co prędzej wycofali się na Sycylię. Jednak kalabryjskie powstanie trwało do roku 1807, kiedy to Masséna poprosił o zwolnienie z dowodzenia. Po raz pierwszy Francuzi doświadczyli okrucieństw wojny partyzanckiej prowadzonej w dzikim, pozbawionym dogodnych dróg kraju. Powstanie w Kalabrii było jednak tylko namiastką tego, co czekało Francuzów, a szczególnie Józefa Bonaparte, w Hiszpanii.

## Rezultaty
W ciągu trzech miesięcy wojny Francuzi zajęli Wiedeń, zdziesiątkowali dwie armie sprzymierzonych i praktycznie obezwładnili austriackie cesarstwo. Te wydarzenia doprowadziły do siedmioletniej dominacji francuskiej na kontynencie, ale były jednocześnie przyczyną nowej wojny, której ofiarą miały paść Prusy w roku 1806.
Francja i Austria podpisały zawieszenie broni 4 grudnia, a w 21 dni później Pokój w Preszburgu. Austria zgadzała się ostatecznie uznać francuskie zdobycze przyznane traktatami pokojowymi z Campo Formio (1797) i Lunéville (1801), poczynić ustępstwa terytorialne na rzecz Bawarii, Wirtembergii i Badenii, które były napoleońskimi sprzymierzeńcami oraz zapłacić 40 milionów franków reparacji wojennych. Wenecja została włączona do Królestwa Włoch. Warunki były dla Austrii ciężkie, ale nie katastrofalne. Armia rosyjska mogła swobodnie odmaszerować do domu; armie francuskie pozostały w południowych Niemczech. Święte Cesarstwo Rzymskie przestało ostatecznie istnieć w roku 1806. Napoleon powołał do życia Związek Reński: ciąg państw niemieckich mających tworzyć strefę buforową pomiędzy Francją a Prusami. Prusy, jako główna siła w Europie Środkowej, poczuły się tymi posunięciami głęboko upokorzone i w roku 1806 przystąpiły do wojny przeciwko Francji. We Włoszech sytuacja miała pozostać niezmienioną aż do roku 1815.